# Tachyancistrocerus pallidenotatus
Tachyancistrocerus pallidenotatus är en stekelart som beskrevs av Giordani Soika 1970. Tachyancistrocerus pallidenotatus ingår i släktet Tachyancistrocerus och familjen Eumenidae. Inga underarter finns listade i Catalogue of Life.